# Strijtem
Strijtem is een dorp in de Belgische provincie Vlaams-Brabant en een deelgemeente van Roosdaal  gelegen in het Pajottenland. Strijtem was een zelfstandige gemeente tot aan de gemeentelijke herindeling van 1965.

## Geschiedenis
Onder het ancien régime was Strijtem een heerlijkheid in de meierij van Gaasbeek (in het kwartier van Brussel in het hertogdom Brabant). Na de Franse invasie werd Strijtem als gemeente bij het kanton Sint-Martens-Lennik van het Dijledepartement ingedeeld. Strijtem bleef een aparte gemeente tot het op 1 januari 1965 met Pamel en Onze-Lieve-Vrouw-Lombeek fusioneerde in de nieuwe gemeente Roosdaal.

## Bezienswaardigheden

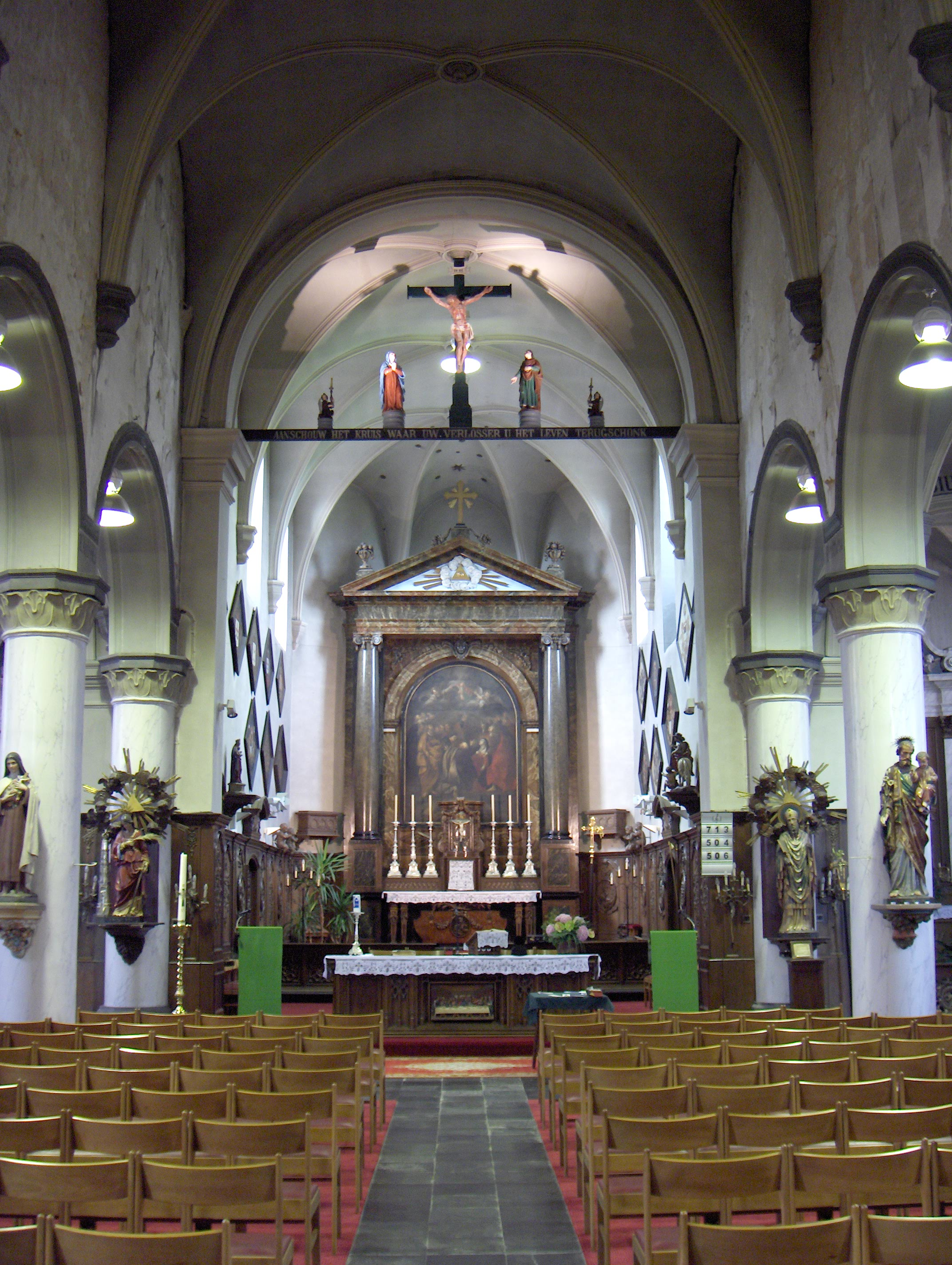
Sint-Martinuskerk in Strijtem

- In het dorpscentrum staat de Sint-Martinuskerk, met zijn opmerkelijke torenspits, waarin een bol verwerkt zit. Deze kerk is een van de meest bezochte kerken uit het Pajottenland dit dankzij haar twaalf unieke brandglasramen, het Pietje de Dood op het oksaal en tot slot de stenen catechismus. De glasramen heeft de kerk te danken aan Pastoor Cuylits die ze tussen 1901 en 1903 liet aanbrengen. Sommige personen die erop afgebeeld zijn dragen de gelaatstrekken van enkele inwoners van Strijtem, die de glasramen toentertijd gesponsord hadden.[2]
- Het Kasteel van Strijtem
- Het nabijgelegen Koetshuis is gerestaureerd en officieel geopend in 2008. Het doet dienst als gemeentelijk cultuurcentrum.
- De kapel van de Zeven Beuken is een veldkapel die even buiten het dorp ligt en die wijd en zijd bekend is. De zeven statige beuken, waarnaar de naam van de kapel verwijst, lieten het enkele jaren geleden afweten en werden al opnieuw vervangen door zeven jonge 'beukjes'. Aan elk van deze bomen hangt een klein kapelletje, deze zouden volgens de legende het kwaad afweren dat wordt aangericht door de toverheksen die, volgens de legende, onder elke boom begraven liggen.

## Natuur en landschap
Strijtem ligt in het Pajottenland op een hoogte van 38 meter (kerk). In het zuiden ligt de Tuitenberg met een hoogte van 97 meter.

## Demografische ontwikkeling
- Bronnen:NIS, Opm:1831 tot en met 1970=volkstellingen; 1976 = inwoneraantal op 31 december

## Toerisme
Door Strijtem lopen verschillende fietsroutes, zoals de Windmolenroute, de Valleitjesroute en de Boerenkrijgroute. Er zijn ook tal van wandelroutes.

## Bekende inwoners
- De dichter, leraar Engels en vertaler van internationale dichters, Ivo Van Strijtem (°1953) (pseudoniem voor Ivo Evenepoel) is afkomstig uit Strijtem.
- Vlaams dichter en vertaler Bert Decorte woonde van zijn huwelijk in 1942 tot aan zijn dood in 2009 in Strijtem.
- De Vlaamse hekelschrijver Hubert De Sy woonde in Strijtem.

## Nabijgelegen kernen
Kattem, Onze-Lieve-Vrouw-Lombeek, Ledeberg, Eizeringen, Borchtlombeek